# Neoklassik (Musik)
Neoklassik (auch Neo-Klassik) ist eine seit den 2000er Jahren verwendete Bezeichnung für ein Musikgenre, das Elemente der Neuen Musik, insbesondere der Minimal Music oder der Neuen Einfachheit, und der elektronischen Musik, insbesondere des Ambient, sowie teils aber auch des Post-Rocks, miteinander verbindet. Es bestehen Berührungspunkte zur Populären Klassik ebenso wie zum Easy Listening. Die Stilrichtung ist nicht zu verwechseln mit einer ebenfalls als „Neoklassik“ benannten Musikrichtung, die sich aus dem Dark Wave entwickelt hat, mit neoklassischem Metal oder dem musikalischen Neoklassizismus des mittleren und späten 20. Jahrhunderts.

## Begriff
Die Begriffe „Neo-Klassik“ und „Neoklassik“ werden für zeitgenössische Musik seit den 2000er Jahren verwendet. Christoph Dallach schrieb 2013 auf Spiegel Online im Zusammenhang mit einem Album von Ólafur Arnalds:

„Seit Jahren quälen sich große Plattenfirmen mit allerlei PR-Bohei, um ein junges Publikum für klassische Musik zu begeistern. Aber die DJs, die in Clubs Klassik auflegten oder Mozart & Co. remixten, wurden eher belächelt. Trotzdem hat sich eine Menge bewegt. Jenseits aller Trends und Kampagnen wurden einige junge Künstler mit einer Musik erfolgreich, die Spezialisten Neo-Klassik nennen. Schöngeister wie Dustin O’Halloran, Nils Frahm, Max Richter, Ludovico Einaudi, Hauschka und Ólafur Arnalds.“

## Stil
Das Handbuch der populären Musik definiert die Stilrichtung „neo-classical“ als „Spielart der New-Age-Musik, die hörbar durch Spielweisen oder Stilformen der E-Musik geprägt ist; gemeint ist jede Art von Einfluss von der Adaption klassischer Werke (Bach, Pachelbel oder Debussy) über die Atonalität Schönbergs bis hin zur Minimal Music der amerikanischen Avantgarde.“
Typisch für die Neoklassik ist die Verwendung akustischer Instrumente aus dem Bereich der klassischen Musik, vor allem des Klaviers und von Streichinstrumenten, in Kombination mit elektronisch erzeugten Klängen und Effekten, und repetitive Tonfolgen, wie sie aus der Minimal Music und eben auch vielen Stilrichtungen der elektronischen Musik und des Post-Rocks bekannt sind.
Die Musik ist in der Regel – wie bei klassischer Musik – vollständig in Noten fixiert; improvisatorische Elemente finden sich kaum. Sie kann daher ohne Weiteres von anderen Interpreten – oder auch Laien – nachgespielt werden, was bei Pop oder Jazz nur in begrenztem Maße möglich ist.

## Bekannte Vertreter
Bekannte Vertreter der Neoklassik sind Federico Albanese, Mia Brentano, Ludovico Einaudi, Nils Frahm, Ola Gjeilo, Grandbrothers, Lambert, Ólafur Arnalds, Max Richter, Hania Rani, Niklas Paschburg und Sofiane Pamart. Auch der bereits seit den 1980er Jahren tätige George Winston wird heute zumeist der Neoklassik zugerechnet.

## Rezeption
Ein größeres Publikum wurde der Neoklassik vor allem durch ihre Verwendung als Filmmusik erschlossen (vgl. die Diskografien der genannten Künstler). Von einigen Kritikern wurde sie verschiedentlich als Kitsch kritisiert.

## Im Fernsehen
Der WDR veröffentlichte im April 2019 in der dreiteiligen Reihe GoT Variation ein 90-minütiges Musikvideo des WDR Rundfunkorchesters mit dem Titel Im Stil Minimal Music / Neo Klassik mit Arrangements von Ramin Djawadi und Stefan Behrisch.
Im Januar 2022 sendete Arte den Film Die Klangweber mit dem der Frage nach der neuen Kunstform der Neoklassik, dem Streit um den Begriff und den Ursachen des Erfolgs dieser Musik nachgegangen wird. Er zentriert dabei auf die Musik von Ludovico Einaudi, Hauschka, Joep Beving und  Hania Rani.